# Phyciodes pascoensis
Phyciodes pascoensis är en fjärilsart som beskrevs av Wright 1906. Phyciodes pascoensis ingår i släktet Phyciodes och familjen praktfjärilar. Inga underarter finns listade i Catalogue of Life.